# Trasporti in Benin

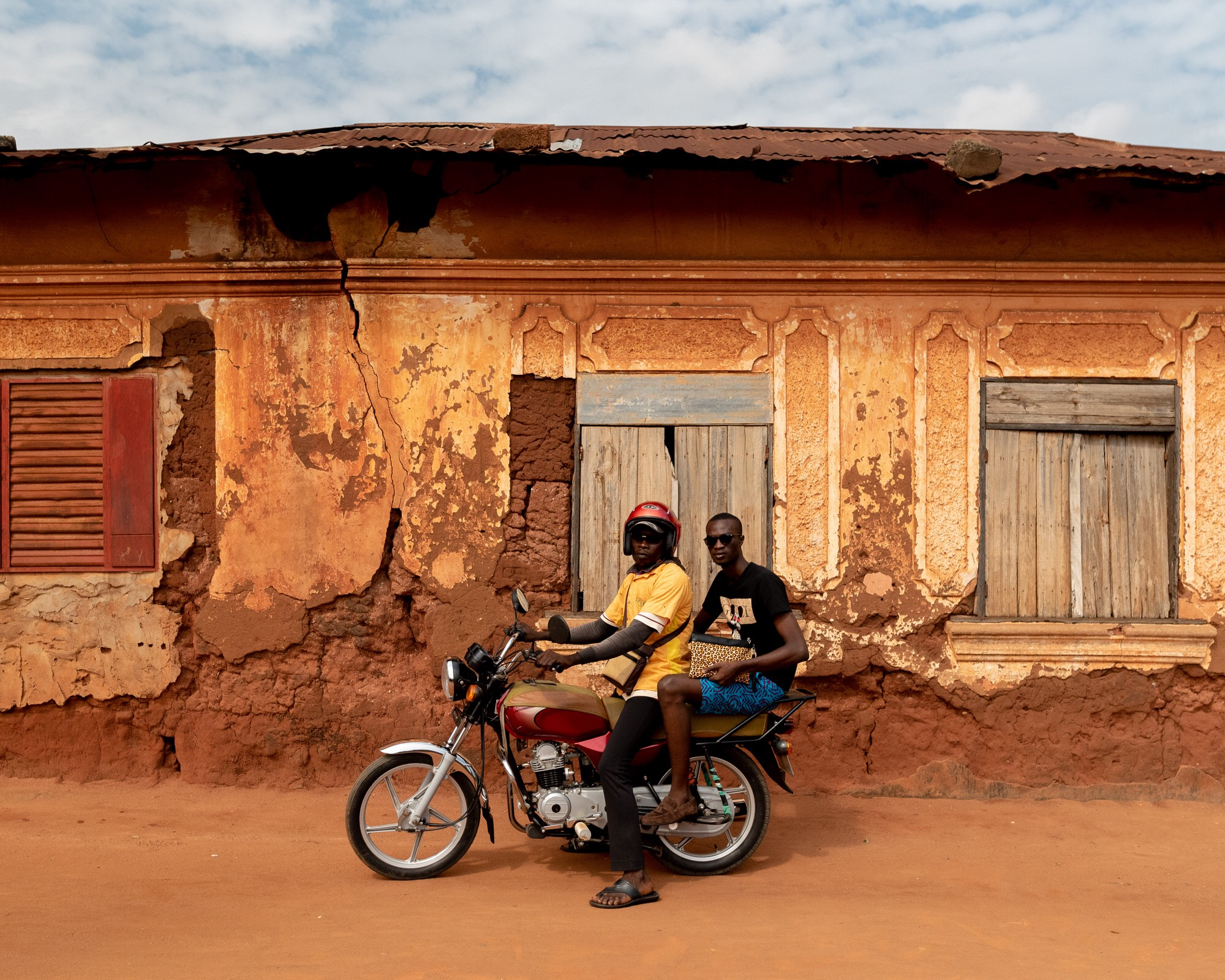
Zemidjan

Questa voce raccoglie le principali tipologie di Trasporti in Benin.

## Trasporti su rotaia

In totale: 578 km di linee ferroviarie a binario singolo (dati 1995)
- scartamento ridotto (1000 mm): 578 km
- Gestore nazionale: Organization Commune Benin-Niger des Chemins de Fer et des Transports (OCBN)
- Collegamento a reti estere contigue:
  - Niger: effettuata con trasporto su gomma, collegamento ferroviario progettato da tempo ma mai costruito
  - Nigeria: no. La differenza di scartamento (1000mm/1067mm) non è proibitiva, ed è in corso un progetto di congiungimento presso Ilaro
  - Togo: no  (stesso scartamento)
  - Burkina Faso:  no (stesso scartamento)

Nel 2006 c'è stata una proposta per la connessione della rete ferroviaria del Benina con quelle di Niger e Burkina Faso

### Città collegate
- Porto-Novo - capitale
- Parakou
- Bohicon
- Pobé
- Ouidah
- Segboroué
- Dassa-Zoumè

### Città con progetti di collegamento
- Gaya, Niger
- Ilaro, Nigeria

## Trasporti su strada

### Rete stradale
Strade pubbliche: in totale 6.787 km (dati 1997)
- asfaltate: 1.357 km (compresi 10 km di superstrade)
- bianche: 5.430 km

## Idrovie

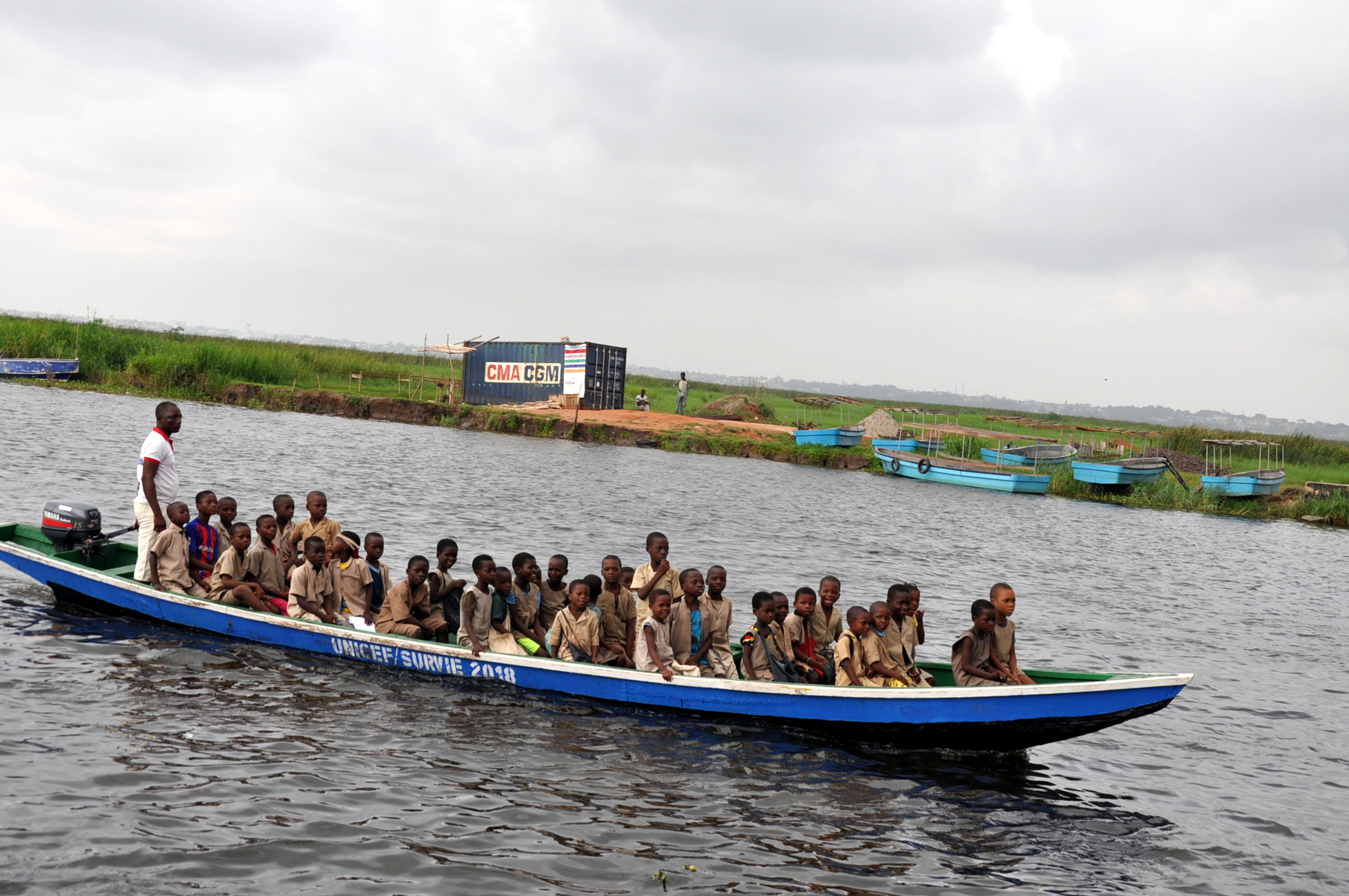
Bambini vanno a scuola in barca (Ganvié)

Sono navigabili solo piccoli tratti, importanti solo localmente.

### Porti e scali
- Cotonou
- Porto-Novo

### Marina mercantile
Nessuna (dati 1999)

## Trasporti aerei

### Aeroporti
In totale: 5 (dati 1999)
a) con piste di rullaggio pavimentate: 2
- oltre 3047 m: 0
- da 2438 a 3047 m: 1
- da 1524 a 2437 m: 1
- da 914 a 1523 m: 0
- sotto 914 m: 0

b) con piste di rullaggio non pavimentate: 3
- oltre 3047 m: 0
- da 2438 a 3047 m: 0
- da 1524 a 2437 m: 1
- da 914 a 1523 m: 0
- sotto 914 m: 2